# Burni Paluhkalempun
Burni Paluhkalempun är ett berg i Indonesien.   Det ligger i provinsen Aceh, i den västra delen av landet, 1 600 km nordväst om huvudstaden Jakarta. Toppen på Burni Paluhkalempun är 1 215 meter över havet.
Terrängen runt Burni Paluhkalempun är huvudsakligen kuperad, men åt sydost är den bergig.Runt Burni Paluhkalempun är det mycket glesbefolkat, med 2 invånare per kvadratkilometer. I omgivningarna runt Burni Paluhkalempun växer i huvudsak städsegrön lövskog.